# 403.ª División de Seguridad (Alemania)
La 403.ª División de Seguridad (en alemán: 403. Sicherungs-Division) era una división de seguridad en la retaguardia de la Wehrmacht durante la Alemania nazi. A lo largo de la guerra, la unidad se desplegó principalmente en la Zona de Retaguardia del Grupo de Ejércitos Sur en el Frente Oriental, que era un área grande de la Unión Soviética ocupada por los alemanes. Durante toda la guerra, la 403.ª División de Seguridad fue usada principalmente en el Frente Oriental para tareas de seguridad en la zona de retaguardia, como capturar soldados y comisarios políticos. Siguieron otras medidas antisemitas, como confiscaciones, etc.

## Historial de operaciones

### Landesschützen-Division 403
La 403.ª División z.b.V., alternativamente conocida como Landesschützen-Division 403, se estableció el 25 de octubre de 1939 en Spandau, que estaba en el III Distrito Militar. Se compondría de diez batallones de la Guardia Territorial (Landesschützen) del III Distrito Militar. Agosto de 1940 en adelante, la división formó parte del 6.º Ejército, que en ese momento se encontraba en Bretaña. Fue rebautizado como 403.ª División de Seguridad en marzo de 1942.

### 403.ª División de Seguridad

#### Formación
La división se formó el 15 de marzo de 1941 cerca de Neusalz, en Silesia, en el VIII Distrito Militar, con el personal de la División z.b.V. 403 y elementos de la 213.ª División de Infantería.

#### 1941
En 1941, la división luchó en la batalla de Moscú y la batalla de Smolensk como parte de la Reserva del Grupo de Ejércitos. Durante este período, la división se utilizó contra la población civil y quemó numerosas aldeas.

#### 1942
A principios de 1942, el Ejército Rojo rompió la línea de reserva de la división cerca de Torópets. En el verano de 1942, la división participó en acciones contra judíos en el este de Ucrania.

#### 1943
A principios de 1943, la división se dividió en partes, con una parte asignada al XXIV Cuerpo de Ejército del 2.º Ejército Panzer y la otra al XXXX Cuerpo de Ejército asignado al 4.º Ejército. El 31 de mayo de 1943 en el sur de Rusia, la división fue disuelto.
El personal de la división se trasladó a Bergen en junio de 1943 y se convirtió en el personal de la 265.ª División de Infantería.

## Comandantes
| n.º | Fotografía | Comandante                                               | Accedió al cargo      | Abandonó el cargo  | Tiempo            |
| --- | ---------- | -------------------------------------------------------- | --------------------- | ------------------ | ----------------- |
| 1   |            | Oberst/Generalmajor/Generalleutnant Wolgang von Ditfurth | 25 de octubre de 1939 | mayo de 1942       | 2 años y 188 días |
| 2   |            | Generalleutnant Wilhelm Rußwurm                          | mayo de 1942          | 31 de mayo de 1943 | 1 año y 1 día     |